# Чевоя (герб)

Чевоя або Чевуя (пол.: Czawa, Czawuja, Czewoja, Czewuja, Lżawia, Łzawia, Łzawa, Psawia) - польський та український шляхетський герб часів Речі Посполитої. Походить від гербів Билина та Бедзинський.

## Опис
На блакитному полі геральдичного щита зображений срібний шпильковий (клиноподібний) кавалерійський хрест, або в іншому варіанті герба - лицарський меч, розташований між двома підковами, розміщеними заокругленям один до одного, а кінцями в різні боки. 
Нашоломник: корона з трьома страусовими пір'їнами.
Найдавніші записи датуються 1409 роком.
Існує також різновид герба: Чевоя ІІ - на червоному полі хрест між двох підков.

## Роди
Гербом за часів Речі Посполитої в Польщі, Україні та Білорусі користувались бл. 27 шляхетних родів: 
Баторжинські, Ботуржинські, Борцевичі, Вигановські, Вигнановські,  Глужицькі, Глузицькі, Гнівомири, Громницькі, Дирванські, Жировські, Засимовські, Зировські, Ковальські, Конарські,  Лібертовські, Махцевичі, Мацек-Засимовські, Опатовські, Піронські, Прушковські, Фабіановичі, Фабіановські, Черемовські, Чевої, Швеховські (Свєховські), Швиховські (Свіховські), Яхимовські.